# La Sireneta (pel·lícula de 1975)
La sireneta (アンデルセン童話にんぎょ姫, Anderusen dōwa ningyo hime, lit. 'Contes de fades d'Andersen: La sireneta') és una pel·lícula d'animació japonesa dirigida per Tomoharu Katsumata, estrenada el 1975. Es va estrenar doblada en català a TV3 el 5 de desembre de 1992.
És una adaptació del relat d'Andersen, molt més fidel a l'original que la produïda anys després per la Factoria Disney, realitzada per Tomoharu Katsumata, director de Capità Harlock, Mazinger Z i Els Cavallers del Zodíac.

## Argument
Marina, la sireneta més preciosa de la família Reial de l'Oceà sent una irresistible curiositat pel món dels humans. Un dia, gronxada per les onades fins a la superfície, veu apropar-se un vaixell i contempla un bell príncep a bord. De sobte una terrible tempesta es desencadena i s'abat sobre el vaixell fent que el príncep caigui per la borda a l'aigua. Marina va en la seva ajuda i el salva, portant-lo fins a la costa. Marina queda perdudament enamorada del príncep ben plantat i decideix llavors enfrontar-se a qualsevol perill amb tal de poder convertir-se en humana.

## Repartiment
| Personatge        | Japonès                             | Català          |
| ----------------- | ----------------------------------- | --------------- |
| Marina            | Fumie Kashiyama Kumiko Ōsugi (cant) | Aurora García   |
| Fritz             | Mariko Miyagi                       | Roser Contreras |
| Príncep           | Taro Shigaki                        | Albert Roig     |
| Àvia              | Miyoko Asō                          | Rosa Pastó      |
| Jemmy, el gat     | Kazuko Sawada                       | Alicia Orozco   |
| Princesa de Suomi | Rihoko Yoshida                      |                 |
| Duc, la balena    | Kosei Tomita                        |                 |
| Bruixa            | Haruko Kitahama                     | Fina Rius       |

## Personatges
- Marina (マリーナ姫, Marīna hime, lit. Princesa Marina): És la més jove de les filles del rei i és molt curiós a propòsit del món dels humans. Salvarà un príncep de l'ofegament i, per tornar-lo a veure, demanarà a la bruixa dels mars que la transformi en humana.
- El Príncep  (王子, Ōji): Va ser salvat de l'ofegament per Marina, però no se'n recorda. Pensa que la que l'ha salvat és la dona de cabells negres que l'ha trobat sobre la riba, allà on Marina l'ha dipositat.
- Fritz (フリッツ, Furittsu): Dofí blau, és el millor amic de Marina, del qual està secretament enamorat. Quan la jove sirena ha marxat a viure a la terra amb el príncep, no era capaç de no preocupar-se'n.
- La Bruixa dels mars (魔法, Mahō): La bruixa dels mars és una mica sàdica, ja que permet a Marina tornar-se humana, però li promet que morirà si el Príncep es casa amb una altra dona, i no deixa de crear tempestes per fer enfonsar els vaixells que naveguen. Tanmateix, només fa un paper menor en la història: ja no se la torna a veure i ja no se la menciona després que ha donat la poció a Marina.
- La princesa de Suomi (ス オミの姫, Suomi no Hime): Ha trobat el príncep a la platja després que Marina l'hagués salvat, i creuen que és la seva veritable salvadora, deixant el cor trencat a Marina.

## Cançons de la pel·lícula
- Akogare (あこがれ) - Marina
- El gran amor només arriba una vegada (待っていた人, Matteita hito) - Marina
- El gran amor només arriba una vegada (versió lenta) - Marina